# 臺南市私立慈幼高級工商職業學校
私立天主教慈幼高級工商職業學校是一所位於臺灣臺南市的私立天主教高級工商職業學校，簡稱為慈幼工商。學校佔地4.5168公頃。學校地址在臺南市東區裕農路801號。現任校長為陳素貞。1964年創校，最初校名為「慈幼初級中學」，1967年6月更名為「臺南市私立慈幼中學」，1975年改名為「臺南市私立慈幼高級工業職業學校」。1998年新設資料處理科，並開始招收女生，1999年改制為「臺南市私立慈幼高級工商職業學校」。

## 歷史沿革
- 慈幼工商是由天主教鮑思高慈幼會所創辦。
- 鮑思高慈幼會來臺創辦慈幼中學，當時應天主教臺南教區羅光主教之邀，原意籌辦工業職校，因採納社會賢達各方的建議，先辦初中。
- 1963年12月22日（民國52年）：校地動土奠基。
- 1964年8月（民國53年）：完成首期校舍工程，核定校名為「臺南市私立慈幼初級中學」，馬永定神父出任第一任校長，1964年（民國53學年度）起開始招生。
- 1966年（民國55年）：增設高中，更名為「慈幼中學」。
- 1969年（民國58年）：增設高工職業類科，機工科、電工科、電子設備修護科，成為完善之綜合中學。劉開廉先生出任第二任校長。
- 1975年8月1日（民國64年）：改制為職業學校，更名為「臺南市私立慈幼高級工業職業學校 」，並增設汽車修護科。
- 1979年（民國68年）：黃建軍修士出任第三任校長。
- 1990年（民國79年）：增設資訊科，李振華神父出任第四任校長。
- 1991年（民國80年）：設立高級職業進修學校。
- 1993年（民國82年）：李伯煒神父出任第五任校長。
- 1998年（民國87年）：新建工商大樓。增設資料處理科，並開始招收女生。
- 1999年（民國88年）：更名為「臺南市私立慈幼高級工商職業學校」。
- 2001年（民國90年）：開始辦理綜合高中。
- 2003年（民國92年）：增設實用技能班，設有電機修護科、微電腦修護科、廣告技術科、汽車修護科共四班。
- 2007年（民國96年）：增設實用技能班烘焙食品科一班。
- 2008年（民國97年）：獲教育部補助為優質高職，為臺南市優先獲補助之私立高職。增設綜合高中食品烘焙學程。
- 2009年（民國98年）：續辦高職質優質化補助計畫。資料處理科轉型為電子商務科。
- 2011年（民國100年）：勞工委員會通過設立「電腦硬體裝修職類乙級技術士技能檢定術科測試場地」，為臺灣臺南地區高中職第一所擁有電腦硬體裝修乙級術科場地學校。
- 2012年（民國101年）：經教育部核准通過「烘焙科」新設科申請，為全國第一所新設高職烘焙科之職業學校；同年，奉准再增設實用技能學程烘焙食品科第二班。
- 2013年（民國102年）：獲教育部通過為「優質高中職認證」學校。
- 2014年（民國103年）：創校五十週年。同年八月，謝光洲先生出任第六任校長，為首任非神職人員擔任校長。
- 2018年（民國107年）：民國107年8月，謝光洲先生連任校長。
- 2021年（民國110年）：民國110年1月31日，謝光洲校長退休。
- 2021年（民國110年）：民國110年2月1日，陳素貞女士出任第七任校長。
- 2025年（民國114年）：民國114年2月1日，陳素貞女士連任校長。

## 歷任校長
| 任次  | 校長       | 任期時間             |
| ----- | ---------- | -------------------- |
| 第1任 | 馬永定神父 | 1964年－1969年       |
| 第2任 | 劉開廉神父 | 1969年－1979年       |
| 第3任 | 黃建軍修士 | 1979年－1990年       |
| 第4任 | 李振華神父 | 1990年－1993年       |
| 第5任 | 李伯煒神父 | 1993年－2014年       |
| 第6任 | 謝光洲先生 | 2014年8月－2021年1月 |
| 第7任 | 陳素貞女士 | 2021年2月1日－現在   |

## 教學單位
- 汽車科
- 電機科
- 資訊科
- 烘焙科
- 實用技能學程：汽車修護科、烘焙食品科
- 進修學校：汽車科、資訊科

## 外部連結
- 台南市私立慈幼高級工商職業學校網站 （页面存档备份，存于）
- 台南市私立慈幼高級工商職業學校Facebook官方粉絲專頁